# Кубейська сільська територіальна громада
Кубейська сільська територіальна громада — територіальна громада України, в Болградському районі Одеської області з адміністративним центром у селі Кубей.
Площа території — 269,2 км², населення громади — 9 605 осіб (2020 р.).
Утворена 19 липня 2020 року відповідно до Постанови Верховної Ради на базі визначення громад Розпорядженням Кабінету Міністрів України № 720-р від 12 червня 2020 року «Про визначення адміністративних центрів та затвердження територій територіальних громад Одеської області» у складі Кубейської, Оріхівської та Виноградненської сільських рад.
27 травня 2021 року було достроково припинено повноважень голови громади.
19 липня 2020 року, в результаті адміністративно-територіальної реформи і ліквідації Болградського (1940  – 2020) району, громада увійшла до складу новоутвореного Болградського району.
У липні 2025 року під час 54-ї сесії VIII скликання група депутатів Кубейської сільської ради виступила з ініціативою переосмислити простір в селі, де раніше стояв пам’ятник Михайлу Калініну.

## Населені пункти
До складу громади входить 3 села: Кубей, Оріхівка, Виноградне.
Староста села Оріхівка: Волкова Ірина Степанівна
Староста села Виноградне: Михайлов Іван Васильович